# Визит Франца Иосифа в Загреб (1895)

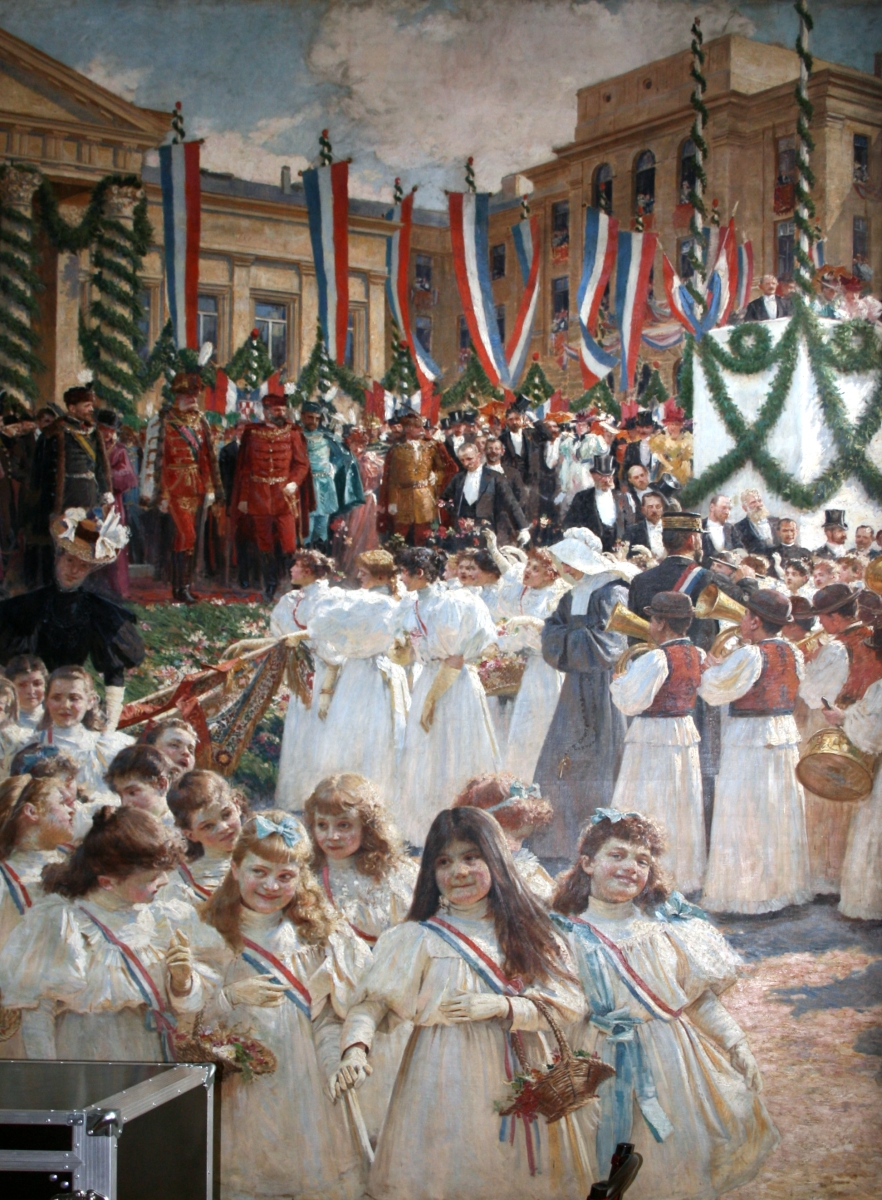
Картина хорватского художника Влахо Буковаца с изображением визита императора Франца Иосифа в Загреб

Визит австро-венгерского императора Франца Иосифа I в Загреб, тогдашнюю столицу Королевства Хорватия и Славония состоялся по инициативе хорватского бана Кароя Куэн-Хедервари в середине октября 1895 года. Император намеревался присутствовать на открытии Хорватского национального театра. Этим событием воспользовалась группа хорватских студентов для выражения своего протеста против правления венгра Куэн-Хедервари в качестве бана Хорватии. Во главе их стоял Степан Радич, впоследствии сформировавший влиятельную Хорватскую народную крестьянскую партию.

## События

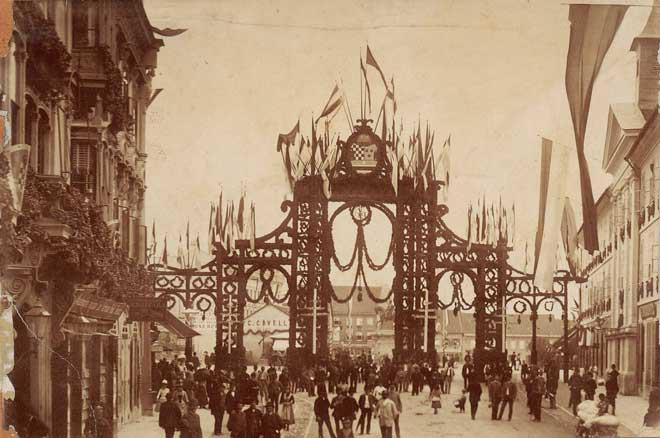
Главную триумфальную арку, воздвигнутую по случаю визита императора, украшал венгерский флаг, что вызвало широкое недовольство у хорватской оппозиции

Император прибыл в Загреб на поезде 14 октября 1895 года. Его встретила группа студентов, скандировавшая «Слава Елачичу» (хорв. Slava Jelačiću), отдавая тем самым честь хорватскому бану Йосипу Елачичу, боровшемуся против венгров во время революции 1848 года. В тот же день Франц Иосиф присутствовал на церемонии открытия Хорватского национального театра, после которой в нём была исполнена музыка Ивана Зайца.
На следующий день император присутствовал на почётном бале в здании Коло. Тогда же группа студентов во главе со Степаном Радичем, в то время 24-летним студентом юридического факультета, планировала сжечь венгерский триколор.
16 октября, в последний день императорского визита в Загреб, хорватские студенты прошли маршем к площади Бана Елачича, где скандировали «Да здравствует хорватский король Франц Иосиф I» (хорв. Živio hrvatski kralj Franjo Josip I), «Слава Елачичу» (хорв. Slava Jelačiću) и «Долой венгров» (нем. Abzug Magjari). Они облили венгерский триколор бренди и подожгли. Затем протестующие двинулись в сторону Загребского университета. Вскоре городская полиция проинформировала о происходящем бану Куэн-Хедервари, и тот приказал арестовать студентов. К концу следующего дня было задержано 24 человека, в том числе и Радич.

## Последствия
Студенты впоследствии были осуждены и наказаны за произошедшее во время визита Франца Иосифа в Загреб. Степан Радич был приговорён к шести месяцам тюремного заключения, Гьюро Балашко — к пяти, а Милан Дорвалд, Осман Хаджич, Владимир Видрич, Йосип Шикутрич, Владимир и Иван Франки — к четырём месяцам, в то время как остальные получили преимущественно по два месяца. Все эти студенты были исключены из Загребского университета, а Степану Радичу были закрыты двери во все университеты империи. Это обстоятельство побудило его продолжить свою учёбу за границей в Париже . Другие же студенты поступили в Карлов университет в Праге и в Венский университет.
Эти студенты составили ядро Хорватской модерны, культурного и политического движения, существовавшего на рубеже веков и отличавшегося антитрадиционализмом, космополитизмом и акцентированием на свободе творчества. В 1897 году пражская группа студентов начала издавать «Хорватскую мысль» (хорв. Hrvatska misao), а венские в 1898 году — «Юность» (хорв. Mladost).
Сожжение флага также привело к расколу внутри Хорватской партии права. Её лидер Фран Фолнегович дистанцировался от этого инцидента, а несогласные с ним во главе с Анте Старчевичем и Йосипом Франком сформировали отколовшуюся от неё партию — Хорватскую чистую партию права.